# Chespirito: Sem Querer Querendo
Chespirito: Sem Querer Querendo (em castelhano:  Chespirito: Sin querer queriendo) é uma série de drama biográfica mexicana, criada por Roberto Gómez Fernández e dirigida por Leche Ruíz, Rodrigo Santos e Julián de Tavira. Baseada no livro autobiográfico de Roberto Gómez Bolaños Sem Querer Querendo. Memórias, a série estreou no dia 5 de junho de 2025 no serviço de streaming Max.

## Sinopse
A série retrata a trajetória de Roberto Gómez Bolaños, focando em sua carreira como escritor, ator, diretor e produtor. A produção explora os bastidores da criação de suas obras mais emblemáticas, como El Chavo del Ocho e El Chapulín Colorado, além de abordar aspectos de sua vida pessoal e o impacto duradouro de sua obra no entretenimento latino-americano.

## Elenco

Pablo Cruz Guerrero estrela como Chespirito na série

- Pablo Cruz Guerrero como Roberto Gómez Bolaños[6]
  - Ivan Arango como Roberto Gómez Bolaños (Jovem)
  - Dante Aguiar como Roberto Gómez Bolaños (Criança)
- José Pablo Montaña como Roberto Gómez Fernández (Jovem)
  - Ilian Emilio Gallea Ballesteros como Roberto Gómez Fernández (Criança)
- Barbara López como Margarita Ruíz
- Andrea Noli como Angelines Fernández
- Miguel Islas como Ramón Valdés
- Eugenio Bartilotti como Édgar Vivar
- Oscar Narváez como Raúl "Chato" Padilla
- Jorge Luis Moreno como Horacio Gómez Bolaños
  - Aaron Mendoza como Horacio Gómez Bolaños (Jovem)
  - Alonso Navarro como Horacio Gómez Bolaños (Criança)
- Arturo Barba como Rubén Aguirre
- Paulina Dávila como Graciela Fernández
  - Macarena García Romero como Graciela Fernández (Jovem)
- Juan Lecanda como Marcos Barragán
- Paola Montes de Oca como María Antonieta de las Nieves
- Antonio de la Vega como Joaquin Vargas
- Pedro de Tavira Egurrola como Lalo de la Torre
- Jesusa Ochoa como Graciela Gómez Fernandez
  - Rebeca Duvignau como Graciela Gómez Fernández (Criança)
- Nina Rubín como Marcela Gómez Fernández
  - Hillaty Alarcón como Marcela Gómez Fernández (Criança)
- Roberto Gómez Fernández como Francisco Gómez Linares
- María Antonieta de Las Nieves como Nancy
- Édgar Vivar como Agustín Delgado
- Karina Gidi como Elsa Bolaños
- Paulo Galindo como Paco Gómez Bolaños
  - Juan Pablo Rocha como Paco Gómez Bolaños (Jovem)
  - Yago Sandoval como Paco Gómez Bolaños (Criança)
- Rolando Breme como Mariano Casasola
- TBA como Jorge Gutiérrez Zamora
- Gilberto Barraza como Globero
- Regina Cedeño como Cecilia (Jovem)
- Marco Dzul como Óscar
- Rafael Ernesto como Sergio Peña
- Mariana Gajá como Emilia Bolaños
- Karini Gidi como Elsa Bolaños
- Gabriel Fernández como Héctor Holten

## Desenvolvimento

### Antecedentes
Após a morte de Roberto Gómez Bolaños em 2014, surgiram os primeiros rumores de que o comediante poderia ter sua vida retratada em um filme ou em uma série. A princípio, o filho de Bolaños, Roberto Gómez Fernández, descartou essa possibilidade. Mas em abril de 2018, Fernández mudou de ideia e anunciou oficialmente que a vida de seu pai iria sim virar uma série. Ainda em 2018, Fernández disse que iria se dedicar ao projeto após o fim da novela La jefa del campeón, da qual ele era um dos produtores. A novela terminou em setembro.
A produção da série inicialmente foi prevista para 2019, mas foi adiada algumas vezes enquanto Fernández pesquisava informações para o projeto. Esperava-se que a série iria ser produzida pela Televisa, mas em 2019 a rede suspendeu a produção da série por questões de agenda. Depois disso, Fernández decidiu não fazer a série na Televisa e buscou outra produtora. Ainda em 2019, a THR3 Media Group anunciou que iria produzir a série sobre a vida de Bolaños. No final do ano, Fernández disse que a produção poderia começar em 2020 e que a série iria mostrar Bolaños em todo seu aspecto, incluindo coisas não tão boas sobre ele. Mas o projeto veio a ser adiado novamente por conta da pandemia de COVID-19. Ainda assim, em 2020, Fernández disse que acelerou a busca por informações para a série, apesar da pandemia.
Em 2023, foi anunciado que a série também teria o apoio da HBO Max e que já estava em pré-produção. Também foi anunciado que a série teria oito episódios e seria baseada no livro biográfico de Bolaños, Sem Querer Querendo: Memórias, lançado em 2006 no México e em 2021 no Brasil.
Entre 2018 e 2024, vários atores foram cotados para interpretar Roberto Gómez Bolaños na série, como Gael García, Lin-Manuel Miranda, Lalo España, Reynaldo Rossano e Juan Freser. Em 2021, o ator Lalo España publicou um vídeo interpretando Bolaños e seus principais personagens, numa tentativa de convencer Roberto Gómez Fernández a lhe dar o papel principal da série. Finalmente, em fevereiro de 2024, foi anunciado que quem iria interpretar Roberto Gómez Bolaños na série seria o ator mexicano Pablo Cruz Guerrero. No mesmo mês, as filmagens da série começaram em Acapulco e as primeiras imagens da produção foram divulgadas.

### Produção
A série é produzida pela THR3 Media Group em parceria com a Warner Bros. Discovery. A supervisão e colaboração ficam a cargo de Roberto Gómez Fernández, filho de Roberto Gómez Bolaños. O projeto conta com o apoio do Grupo Chespirito, responsável pela administração do legado do ator e comediante mexicano.
Quem também colaborou com a série foi Édgar Vivar, ator que interpretou o Senhor Barriga no seriado Chaves. Édgar concedeu informações sobre a vida de Bolaños e os bastidores do seriado para a produção. Além disso, ele fez uma participação especial na série interpretando Agustín P. Delgado, diretor de cinema que deu a Roberto Gómez Bolaños o apelido "Chespirito".
Segundo Roberto Gómez Fernández, a atriz María Antonieta de las Nieves, intérprete da Chiquinha em Chaves, também participou da produção. Mais tarde, foi revelado que María ajudou a atriz Paola Montes a interpretá-la na série e fez uma participação especial interpretando uma secretária no episódio 6. Já Carlos Villagrán, intérprete do Quico no seriado, não esteve no projeto.

### Descontentamento de Florinda Meza
A atriz Florinda Meza, viúva de Roberto Gómez Bolaños, cogitou processar os produtores da série. Florinda disse que estariam usando informações dela sem autorização e que também soube de uma boa fonte que ela seria retratada de uma forma ofensiva na série, o que ela não aprova. Florinda também chegou a divulgar uma carta aberta, dizendo que, apesar de tudo, não era contra a produção da série e que torcia por um acordo. Os produtores conseguiram chegar a um acordo com a atriz, no qual foi decidido que ela teria o seu nome alterado na série para Margarita Ruiz. O ator Carlos Villagrán, que brigou com Bolaños, também teve o seu nome alterado na série para Marcos Barragán. Outro que teve o seu nome alterado na série foi o Enrique Segoviano, diretor do seriado Chaves, que virou Mariano Casasola.

### Divulgação
O primeiro teaser da série foi lançado em 23 de janeiro de 2025 pelos perfis oficiais do Grupo Chespirito e da Max. O vídeo apresenta um produtor informando ao elenco de Chaves que a gravação começará em 20 minutos, antes do previsto. Durante a cena, são revelados os visuais dos atores que interpretam os personagens da icônica série mexicana. Ao final, Roberto Gómez Bolaños, interpretado por Pablo Cruz Guerrero, aparece se maquiando para dar vida ao personagem Chaves. No dia 16 de abril de 2025, foi lançado o segundo teaser, que mostra Roberto Gómez Bolaños escrevendo sua série mais famosa, Chaves, com os atores da série biográfica interpretando os personagens do seriado ao fundo. Junto com esse teaser, foi revelada a data de estreia da série: 5 de junho de 2025 na Max. No dia 6 de maio de 2025, a série teve o seu terceiro trailer divulgado.

## Episódios
| N.º | Título em português                                                             | Dirigido por       | Escrito por                                     | Exibição original   |
| --- | ------------------------------------------------------------------------------- | ------------------ | ----------------------------------------------- | ------------------- |
| 1 | "Ao Sapateiro Seus Sapatos" (em castelhano: Zapatero a Tus Zapatos)             | Rodrigo Santos     | Roberto Gómez Fernández Paulina Gómez Fernández | 5 de junho de 2025  |
| Motivado pelo desejo de fazer as pessoas rirem, Roberto desafia os desejos de sua mãe e tenta a sorte na comédia... e no amor. |                                                                                 |                    |                                                 |                     |
| 2 | "Há Males que Vêm para o Bem" (em castelhano: No Hay Mal Que por Bien No Venga) | Rodrigo Santos     | Roberto Gómez Fernández Paulina Gómez Fernández | 12 de junho de 2025 |
| Cansado da humilhação e das brigas de egos dos colegas, Roberto, agora conhecido como Chespirito, decide tentar a sorte em outro lugar. Apesar de alguns contratempos, ele consegue montar um esquete de sucesso no Canal 8: O Doutor Chapatin. |                                                                                 |                    |                                                 |                     |
| 3 | "Não Priemos Cânico" (em castelhano: Que No Panda el Cúnico)                    | Rodrigo Santos     | Roberto Gómez Fernández Paulina Gómez Fernández | 19 de junho de 2025 |
| Desistir do Dr. Chapatin coloca a carreira de Roberto em risco, então ele precisa criar um novo personagem antes que os executivos deem seu lugar a outro comediante. Mas será sua astúcia e uma ideia maluca que salvarão o dia. |                                                                                 |                    |                                                 |                     |
| 4 | "Ninguém Tem Paciência Comigo" (em castelhano: Es Que No Me Tenien Paciencia)   | Julián de Tavira   | Roberto Gómez Fernández Paulina Gómez Fernández | 26 de junho de 2025 |
| Roberto precisa agora provar que é capaz de criar novos personagens de sucesso. Um momento familiar cotidiano e uma doce lembrança da infância o inspiram a criar Chaves, o protagonista de um universo promissor que surpreenderá a todos. |                                                                                 |                    |                                                 |                     |
| 5 | "Quem Ri por Último" (em castelhano: El Que Ríe al Último)                      | Julián de Tavira   | Roberto Gómez Fernández Paulina Gómez Fernández | 3 de julho de 2025  |
| A popularidade estrondosa dos personagens de Chespirito catapultou o Canal 8 à liderança de audiência. Esse sucesso inesperado acende uma intensa disputa com emissoras concorrentes, todas determinadas a cooptar Roberto para seus quadros. A pressão e a fama resultam em tensões crescentes na vida pessoal e profissional de Roberto, impactando tanto sua equipe quanto sua família. |                                                                                 |                    |                                                 |                     |
| 6 | "O Preço da Fama" (em castelhano: El Precio de la Fama)                         | David "Leche" Ruiz | Roberto Gómez Fernández Paulina Gómez Fernández | 10 de julho de 2025 |
| Os personagens de Chespirito alcançaram fama internacional, mas as turnês e os álbuns ameaçam despertar instintos perigosos dentro de sua equipe. Graciela teme que o sucesso afaste dela o homem que ela amou e admirou. |                                                                                 |                    |                                                 |                     |
| 7 | "Em Cima do Muro" (em castelhano: Con Melón o con Sandía)                       | David "Leche" Ruiz | Roberto Gómez Fernández Paulina Gómez Fernández | 17 de julho de 2025 |
| O sucesso começa a pesar para Roberto, que vive a calmaria tensa que antecede a tempestade após reunir suas duas famílias no icônico especial Chaves em Acapulco. Agora, ele precisa tomar uma decisão que pode mudar sua vida. |                                                                                 |                    |                                                 |                     |
| 8 | "Valeu a Pena" (em castelhano: Valió la Pena)                                   | Rodrigo Santos     | Roberto Gómez Fernández Paulina Gómez Fernández | 24 de julho de 2025 |
| O grupo se prepara para seu último trabalho junto: o filme El Chanfle. Após as transformações em sua vida pessoal e profissional, um Roberto nostálgico reflete e relembra sua motivação original: fazer as pessoas rirem. |                                                                                 |                    |                                                 |                     |

## Movimento contra Florinda
Após a estreia da série, muitos fãs do seriado Chaves se revoltaram ao ver, na série, que Florinda Meza mantinha um caso com Roberto Gómez Bolaños quando ele ainda era casado com sua primeira esposa, Graciela Fernández. Florinda passou a receber vários ataques em seu perfil nas redes sociais, motivo pelo qual ela teve que trancar os comentários do perfil. A atriz também emitiu uma nota se defendendo dos ataques e criticou a série, dizendo que em muitos pontos o projeto não foi fiel à realidade. No México, os fãs do seriado fizeram um movimento para que uma estátua construída em homenagem à Florinda no município de Juchipila, onde ela nasceu, fosse destruída. A prefeitura da cidade defendeu a atriz e negou destruir a estátua.
O produtor e roteirista Roberto Gómez Fernández defendeu Florinda dos ataques e pediu respeito à atriz. Ele também disse que a série não é uma vingança pessoal contra Florinda: "O objetivo (da série) é mostrar meu pai como um homem real, com suas virtudes e defeitos, não desqualificar ninguém".

## Recepção
A série alcançou o primeiro lugar no streaming em toda a América Latina. Assim, tornou-se a produção latino-americana de maior sucesso da história da HBO Max. Além disso, em seu primeiro mês após a estreia a série ficou entre os cinco títulos mais assistidos no streaming em todo o mundo.
A série obteve críticas mistas. No IMDB, obteve nota 7,5 de 10.